# Tre Rosor

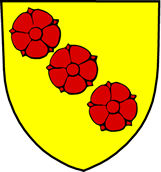
Wappen der Familie „Tre Rosor“ in Schweden

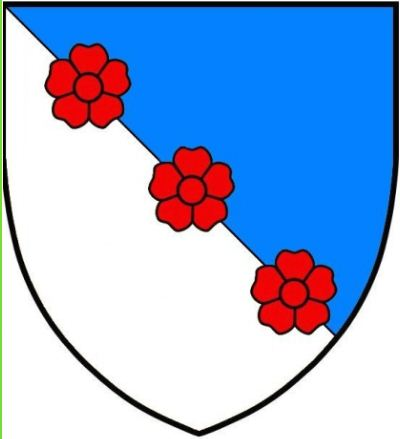
Wappen der Familie „Tre Rosor“ in Norwegen

Die Familie Tre Rosor war ein schwedisches Uradelsgeschlecht, das zu Beginn des 17. Jahrhunderts im Mannesstamm ausgestorben ist. Der Name „Tre Rosor“ wurde ihm später von den Genealogen nach seinem Wappen beigegeben. Der schwedische Stamm hatte drei schräg gestellte Rosen auf gelbem Grund.

## Geschichte
Als Stammvater des Geschlechts gilt Jon Liten von Myrby (erwähnt 1299). Dessen Urenkel, Knut Jönsson, Lagmann in Västergötland, war verheiratet mit Agnes Alvsdatter († um 1449), die die Erbin des Grundbesitzes von Giske, Sudrheim und Bjarkö war. Deren Söhne waren Jöns Knutsson († vor 1498) und der norwegische Reichsrat Alv Knutsson (1432–1497) von Giske, Sudrheim, Bjarkö, Tjøtta und Finne. Er änderte das Wappen. Jöns Knutsson war der Vater des schwedischen Reichshofmeisters Ture Jönsson und Großvater des schwedischen Reichsrats Johan Turesson (1490–1556). Von ihm stammt das schwedische Geschlecht der Freiherrn Rosenhane ab und ein Zweig, der von 1562 die Grafen von Bogesund stellte (ausgestorben 1615).
Alv Knutsson war Vater des norwegischen Reichsrats Knut Alvsson (um 1455–1502) und Karine Alvsdotter († 1536) zu Grefsheim. Nach langwierigen Prozessen wurden ihr die norwegischen Güter zuerkannt. Sie hinterließ diese der Enkelin ihres Bruders Görvel Fadersdotter Sparre (1509–1605). Deren einziger Sohn starb vor der Mutter, und 1594 übertrug sie ihren Grundbesitz der Krone.
Es gab in Schweden noch ein zweites Geschlecht, nämlich die „Tre Rosor zu Horshaga“, das mit Bischof Bengt Gustafsson in Skara ausstarb. Ob eine Verbindung zwischen beiden Geschlechtern besteht, ist nach Bratberg unsicher.

## Wappen
Das schwedische Wappen zeigt im goldenen Schild drei schräg angeordnete rote Rosen. Das norwegische Wappen ist von Blau und Silber schräg geteilt. Auf der Teilungslinie die drei roten Rosen.